# 周晓林
周晓林，华东师范大学心理与认知科学学院院长，中国教育部长江学者特聘教授。原中国心理学会理事长，主要研究领域为语言认知、社会认知与实验社会心理学等。

## 生平
周晓林教授博士毕业于剑桥大学实验心理学系。曾任北京大学心理学系主任，现任华东师范大学心理与认知科学学院院长。